# Колморело (Мачерата)
Колморело (итал. Colmorello) насеље је у Италији у округу Мачерата, региону Марке.
Према процени из 2011. у насељу је живело 16 становника. Насеље се налази на надморској висини од 565 м.